# Geoffrey Chaucer
Geoffrey Chaucer, angleški pesnik, pisatelj, filozof, birokrat in diplomat, * 1343, verjetno London, Anglija, † 25. oktober 1400, verjetno London.
Je največji angleški srednjeveški pesnik, ki je imel ključno vlogo pri uveljavitvi srednje angleščine, ko sta v Angliji kot knjižna jezika prevladovali francoščina in latinščina. Za osnovo je vzel londonski govor in zasnoval knjižno angleščino. Je začetnik literature in najbolj znan kot avtor Canterburyjskih povesti (The Canterbury Tales).

## Življenje
Geoffrey Chaucer se je rodil v Londonu okoli leta 1343, vendar natančen datum in kraj njegovega rojstva nista znana. Njegov oče in ded sta bila londonska vinarja; prejšnje generacije so bili trgovci v Ipswichu. Njegovo družinsko ime izhaja iz francoske besede chausseur, kar pomeni čevljar.  Leta 1324 je Johna Chaucerja, Geoffreyjevega očeta, ugrabila teta v upanju, da bo 12 let starega fanta poročila s svojo hčerko in pridobila nepremičnine v Ipswichu. Teta je bil zaprta in 250 funtov globe kaže, da je bila družina finančno preskrbljena. John Chaucer se je poročil z Agnes Copton, ki je leta 1349 po svojem stricu Hamu de Coptonu podedovala 24 trgovin v Londonu, kar je bilo napisano v oporoki z dne 3. aprila 1354.
Chaucer je bil javni uslužbenec in njegovo uradno življenje je zelo dobro dokumentirano, skoraj 500 pisnih dokumentov priča o njegovi karieri. Prvi zapis je iz leta 1357, ko je s pomočjo očetovega poznanstva postal paž Elizabeth de Burgh, grofice Ulster, ki je bila poročena z Lionelom, vojvodo Clarencom, drugim preživelim sinom kralja Edvarda III., in ta položaj je mladega Chaucerja uvrstil v dvorni krog, v katerem je ostal do konca svojega življenja. Prav tako je delal kot dvorjan, diplomat in javni uslužbenec, od 1389 do 1391 pa je bil kraljev uradnik in pisar.  
Na začetku stoletne vojne, ko je Edvard III. napadel Francijo, je Chaucer leta 1359 potoval z Lionelom Antwerpskim, 1. vojvodo Clarencom, Elizabetinim možem, kot del angleške vojske. Leta 1360 je bil ujet med obleganjem Reimsa. Edvard je plačal 16 funtov za njegovo odkupnino, kar je bila za tisti čas precejšnja vsota, in Chaucer je bil izpuščen.
Nato je bilo Chaucerjevo življenje negotovo, vendar je videti, da je potoval v Francijo, Španijo in Flandrijo, morda kot glasnik in morda celo kot romar v Santiago de Compostela. Okoli leta 1366 se je Chaucer poročil s Philippo (de) Roet. Bila je dvorjanka kraljice Philippe Hainault in sestre Katherine Swynford, ki je pozneje (okoli 1396) postala tretja žena Janeza iz Genta. Vprašljivo je, koliko otrok sta imela, a najpogosteje se omenjajo trije ali štirje otroci. Njegov sin Thomas Chaucer je imel slavno kariero, bil je glavni butler štirih kraljev, odposlanec v Franciji ter predsednik spodnjega doma parlamenta. Thomasova hči Alice se je poročila z vojvodo Suffolka. Thomasov pravnuk John de la Pole, grof Lincolnski, je bil prestolonaslednik Riharda III., preden je bil odstavljen. Drugi Geoffreyjevi otroci so bili verjetno Elizabeth Chaucy, nuna v samostanu Barking, Agnes, spremljevalka pri kronanju Henrika IV., in še en sin, Lewis Chaucer. Chaucerjeva Razprava o astrolabu je bila napisana za Lewisa.
V skladu s tradicijo je Chaucer študiral pravo v Inner Temple (Inns of Court – strokovno združenje za odvetnike in sodnike). 20. junija 1367 je postal član kraljevega dvora Edvarda III. kot dvorni služabnik (valet de chambre, yeoman ali esquire), položaj, ki mu je prinesel veliko različnih nalog. Njegova žena je dobila pokojnino za dvorno zaposlitev. Večkrat je potoval v tujino, vsaj včasih v vlogi služabnika. Leta 1368 se je lahko udeležil poroke Lionela Antwerpskega in Violante Visconti, hčere Galeazza II. Viscontija  v Milanu. Dve drugi literarni zvezdi te dobe sta bila Jean Froissart in Francesco Petrarca. V tem času je Chaucer napisal Knjigo o vojvodinji (The Book of the Duchess) v čast Blanche Lancaster, žene Janeza iz Genta, ki je umrla leta 1369.
Chaucer je leta 1370 potoval v Pikardijo kot del vojaške odprave. Leta 1373 je obiskal Genovo in Firence. Številni znanstveniki, kot so Skeat, Boitani in Rowland menijo, da je na tem italijanskem potovanju prišel v stik s Petrarco ali Boccacciem. Predstavila sta mu srednjeveško italijansko poezijo, oblike in zgodbe, ki jih je uporabljal kasneje.  Nameni potovanja leta 1377 so skrivnostni, saj so podrobnosti sporne. Kasnejši dokumenti kažejo, da je imel skupaj z Jeanom Froissartom nalogo, da poskrbi za poroko med prihodnjim kraljem Rihardom II. in francosko princeso, s čimer se je končala stoletna vojna. Če je bil to namen njihovega potovanja, se zdi, da je bilo neuspešno, saj poroke ni bilo.
Leta 1378 je Rihard II. poslal Chaucerja kot odposlanca k Viscontiju in siru Johnu Hawkwoodu, angleškemu kondotjerju (najemniški vodja) v Milano. Hawkwood je bil morda osnova za značaj viteza v Canterburyjskih povestih, saj se opis ujema s kondotjerjem v 14. stoletju.
Da je bila njegova kariera kot pisatelja cenjena, je postalo jasno, ko je Edvard III. Chaucerju odobril "galono vina dnevno do konca življenja" za nedoločeno nalogo. To je bilo nenavadno darilo, vendar glede na dan praznovanja, jurjevo 1374, ko so bili umetniki navadno nagrajeni, domnevajo, da je nagrado dobil za zgodnje pesniško delo. Ni znano, za katero, če sploh, ohranjena dela so mu prinesla nagrado, vendar ga je morda kralj nagradil kot predhodnika poznejših nagrajenih pesnikov. Chaucer je dobival tekočo štipendijo do prihoda Riharda II. na oblast, 18. aprila 1378 pa je bila spremenjena v denarno pomoč.
Chaucer je  8. junija 1374 dobil zelo pomembno delo kontrolorja carine v pristanišču v Londonu. Moral je biti primeren za opravljanje teh nalog, saj jih je opravljal 12 let. Njegovo življenje več naslednjih deset let ni dokumentirano, vendar je verjetno napisal (ali pa začel) večino znanih del v tem obdobju. V nekem pravnem dokumentu z dne 4. maja 1380 je omenjeno, da je bil vključen v raptus Cecilie Chaumpaigne. Ni jasno, kakšno kaznivo dejanje je bilo, vendar se zdi, da je bil incident hitro rešen in ni pustil madeža na Chaucerjevem ugledu. Ni znano, ali je bil v Londonu med kmečkim uporom.
Medtem ko je bil še vedno kontrolor, se zdi, da se je Chaucer preselil v Kent, kjer je bil imenovan za enega od komisarjev miru za Kent, ko je bil mogoč francoski vdor. V zgodnjih 1389-ih je začel pisati Canterburyjske povesti. Leta 1386 je postal član parlamenta za Kent. Domnevno je Chaucerjeva žena umrla leta 1387. Preživel je politični prevrat lordov Pritožnikov.
12. julija 1389 je bil Chaucer imenovan za tajnika kraljevih del, nekakšnega delovodjo večine kraljevih gradbenih projektov.  V njegovem mandatu ni bilo velikih del, vendar je vodil popravila na Westminstrski palači, kapeli svetega Jurija, Windsorju in nadaljeval gradnjo pomola pri Towru v Londonu ter zgradil stojnice za turnir leta 1390. Morda je bilo delo zahtevno, vendar dobro plačano: dva šilinga dnevno je bilo več kot trikratnik plače kontrolorja. 
Po zapisih je bil septembra 1390 oropan in morda poškodovan, medtem ko je vodil poslovanje in je kmalu zatem, 17. junija 1391, prenehal delovati v tej vlogi. Skoraj takoj, 22. junija, je začel kot namestnik gozdarja v kraljevem gozdu Petherton Park v Severnem Pethertonu v Somersetu.  To ni bila nadarbina z vzdrževanjem pomembnega dela posla, čeprav je bilo veliko priložnosti za pridobivanje dobička. Leta 1394 mu je Rihard II. dodelil letno pokojnino v višini 20 funtov  Menijo, da je Chaucer prenehal pisati Canterburyjske povesti nekje proti koncu tega desetletja.
Chaucerjevo ime se ne dolgo po strmoglavljenju njegovega zaščitnika Riharda II. leta 1399 ne pojavlja več v zgodovinskih zapisih. V zadnjih nekaj zapisih o njegovem življenju piše, da je z novim kraljem obnovil pokojnino in 24. decembra 1399 vzel v najem prebivališče v Westminstrski opatiji. Čeprav je Henrik IV. obnovil dodeljene mu donacije, Chaucerjeva pritožba (The Complaint of Chaucer to his Purse) namiguje, da morda niso bile plačane. Zadnjič je bil Chaucer omenjen 5. junija 1400, ko mu je bilo vplačanih nekaj dolgov.
Umrl je zaradi neznanih vzrokov 25. oktobra 1400, vendar ni trdnih dokazov za ta dan, saj je datum z napisa na njegovem grobu, ki so ga postavili več kot sto let po njegovi smrti. Obstaja nekaj špekulacij, nazadnje v knjigi Terryja Jonesa Who Murdered Chaucer? : A Medieval Mystery (Kdo je umoril Chaucerja: Srednjeveška skrivnost). Chaucer je bil pokopan v Westminstrski opatiji v Londonu, kar je bila njegova pravica zaradi statusa najemnika. Leta 1556 so njegove ostanke prenesli v  bogatejše okrašen grob na območju, zdaj znanem kot Poet's Corner (Pesniški kot).

## Dela
Chaucerjevo prvo večje delo je Knjiga o vojvodinji" (The Book of the Duchess), elegija za Blanche Lancaster (ki je umrla leta 1369). Morda je elegijo naročil njen mož Janez iz Genta, ki je 13. junija 1374 Chaucerju dal 10 funtov rente. Zdi se, da je delo napisal med letoma 1369 in 1374. Dve drugi zgodnji deli sta pesnitev o kraljici Armenije Anelidi in snubljenju Arcita iz Grčije Anelida in Arcite in nedokončana pesnitev Hiša slave (The House of Fame). Chaucer je v plodnem obdobju napisal veliko svojih pomembnejših del, ko je opravljal delo carinskega kontrolorja za London (1374 do 1386). Njegove Razprave bedakov (Parlement of Foules), Legenda o dobrih ženah (The Legend of Good Women) in epska pesnitev Troilus in Kresida so vse iz tega časa. Menijo, da je v zgodnjih 1380-ih začel delo, po katerem je najbolj znan, Canterburyjske povesti, zbirko zgodb izmišljenih romarjev, ki so si jih pripovedovali na poti v Canterburyjsko stolnico; zgodbe so pomagale oblikovati angleško literaturo.
Canterburyjske povesti v nasprotju z drugo literaturo obdobja odlikuje naturalizem pripovedi različnih zgodb romarjev in različnih likov, ki so na romarski poti. Veliko zgodb ustreza njihovim posameznim značajem in socialnemu položaju, čeprav se nekatere zgodbe slabo prilegajo njihovim pripovedovalcem, morda je to posledica nedokončanega dela. Chaucer je črpal iz resničnega življenja romarjev: gostilničar ima ime po takratnem  gostilničarju v Southwarku, liki za ženo iz Batha, trgovca, pravnika in študenta so tudi vzeti iz realnega življenja. Veliko del, ki jih je Chaucer opravljal v srednjeveški družbi, vojak, sel, sluga, birokrat, delovodja in uradnik, mu je omogočalo spoznati veliko vrst ljudi, ki jih je upodobil v zgodbah. Bil je sposoben oblikovati njihov govor in smešiti njihov način, kar je postalo priljubljena literatura med podobnimi ljudmi.
Chaucerjeva dela so včasih razvrščali v francosko obdobje, potem italijansko obdobje in na koncu angleško obdobje. Troilus in Kresida je delo srednjega obdobja, saj se naslanja na oblike italijanske poezije, ki je v Angliji še niso poznali, Chaucer pa se je seznanil z njo na svojih potovanjih. Tema iz antike, dovršenost dela in  uporaba dvornega jezika so odlike, zato je to eno njegovih najpopolnejših in dobro oblikovanih del. V njem  se Chaucer v glavnem opira na svoj vir, to sta Boccaccio in poznolatinski filozof Boetij. V Canterburyjskih povestih pa se je  osredotočil na angleške osebe, opolzke šale, spoštovane like je pogosto podrezal s humorjem, kar je utrdilo njegov ugled.
Njegovo pomembno delo je tudi Razprava o astrolabu (Treatise on the Astrolabe), morda ga je napisal za sina, saj podrobno opisuje obliko in uporabo tega instrumenta. Včasih se delo navaja kot prvi primer tehničnega pisanja v angleškem jeziku. Čeprav je velik del besedila morda iz drugih virov, razprava kaže, da je bil Chaucer seznanjen tudi z znanostjo. Drugo znanstveno delo so odkrili leta 1952 pod naslovom Equatorie of the Planetis, ki je napisano v podobnem jeziku in pisavi ter je nadaljevanje idej iz dela o astrolabu. V njem je prvič primer zgodnjega evropskega šifriranja.  Pripisovanje tega dela Chaucerju je še vedno sporno.

## Seznam del

### Večja dela
- prevod Roman de la Rose v angleščino pod naslovom The Romaunt of the Rose
- Knjiga o vojvodinji (The Book of the Duchess)
- Hiša slave (The House of Fame)
- Anelida in Arcite
- Razprave bedakov (Parlement of Foules)
- prevod Boetijevega dela O utehi filozofije (De consolatione philosophiae) v angleščino z naslovom Boece
- Troilus in Krizeda
- Legenda o dobrih ženah
- Canterburyjske povesti
- Razprava o astrolabu

### Kratke pesmi
- An ABC
- Chaucers Wordes unto Adam, His Owne Scriveyn
- The Complaint unto Pity
- The Complaint of Chaucer to his Purse
- The Complaint of Mars
- The Complaint of Venus
- A Complaint to His Lady
- The Former Age
- Fortune
- Gentilesse
- Lak of Stedfastnesse
- Lenvoy de Chaucer a Scogan
- Lenvoy de Chaucer a Bukton
- Proverbs
- Balade to Rosemounde
- Truth
- Womanly Noblesse

### Pesmi z dvomljivim avtorstvom
- Against Women Unconstant
- A Balade of Complaint
- Complaynt D'Amours
- Merciles Beaute
- The Equatorie of the Planets

### Izgubljena dela
- Of the Wreched Engendrynge of Mankynde, verjetno prevod Innocenta III. De miseria conditionis humanae
- Origenes upon the Maudeleyne
- The Book of the Leoun

### V slovenščini
- Chaucer, Geoffrey, Canterburyjske povesti, prevedel, z opombami in drugim spremnim besedilom opremil ter spremno besedilo napisal Marjan Strojan, Ljubljana, Cankarjeva založba, 2012
- Chaucer, Geoffrey, Legenda o dobrih ženah, prevod in spremno besedilo Nada Grošelj, Institutum Studiorum Humanitatis, Fakulteta za podiplomski humanistični študij, Ljubljana, 2011
- Chaucer, Geoffrey, Iz Canterburyjskih zgodb, izbral, prevedel in uredil, spremno besedo in opombe napisal Marjan Strojan, Knjižnica Kondor 145, Mladinska knjiga, Ljubljana, 1974
- Chaucer, Geoffrey, Canterburyjske zgodbe, Ljubljana : Radiotelevizija, 1971

## Popularna kultura
- Chaucer je glavni lik v operi Canterburyjski romarji (1917), delo Reginalda De Kovena, ki ohlapno temelji na Canterburyskih povestih.
- Powellov in Pressburgerjev film A Canterbury Tale (Canterburyjska zgodba) (1944); film se odvija na poti in v vojnem času Canterburyja.
- Detektivska zgodba Landscape with Dead Dons Roberta Robinsona je delno povezana s Chaucerjem, vrti se okoli odkritja The Book of the Leoun". Odlomek iz nje pokaže, da je bistven za razumevanje umora.
- V zgodbi Rudyarda Kiplinga Dayspring Mishandled se pisatelj namerava maščevati nekdanjemu prijatelju, strokovnjaku za Chaucerja, ki je žalil žensko, ki jo ljubi, z izdelavo "srednjeveškega" rokopisa, ki vsebuje domnevni del izgubljene Canterburyjske povesti.
- Asteroid (2984 Chaucer) in lunin krater (Chaucerjev krater) so poimenovali po Chaucerju.
- Izmišljeno različico Chaucerja je upodobil Paul Bettany v filmu Zgodba o vitezu (A Knight's Tale) (2001)

### Besedila
- Die Canterbury Tales in der Version des ersten „Riverside Chaucer“ von 1957, hg. von F. N. Robinson
- Hypertext der Canterbury Tales s srednjeangleškim izvirnim besedilom, prevod v sodobni angleščini in slovar
- Chaucersjeva zbirka del Arhivirano 2012-01-07 na Wayback Machine.
- Troilus and Criseyde
- The Legend of Good Women Arhivirano 2014-02-27 na Wayback Machine.